# Quarzina
Quarzina (Qualzina in dialetto ormeasco) è la frazione più antica del comune di Ormea.

## Storia
Fin dal 1121 il Signore di Ormea riscuoteva da ciascuna famiglia del luogo sei grandi forme di formaggio ed altrettante piccole. Questo fatto prova che il maggior mezzo di sostentamento fra quei dirupi era la pastorizia e che Quarzina era più abitata di oggi.

## Descrizione
Quarzina si trova ad una quota di 1.337 mt.slm.. Dalle case della borgata parte un sentiero che conduce al Rifugio Valcaira e al Pizzo d'Ormea; nel paesino è presente anche una locanda-rifugio. Interessante il panorama sulla sottostante conca di Nava, con la serpeggiante strada statale Torino-Imperia e lo sbarramento sul colle del Forte Centrale. A sinistra la punta del Monte Armetta e a destra il Monte Bertrand fanno da quinte ad un orizzonte più ampio che si apre sulla lontana Imperia con l'esile campanile del suo San Giovanni e sul mar Ligure. Da Quarzina partono vari itinerari escursionistici che permettono di raggiungere, ad esempio, il Pizzo d'Ormea e la Cima delle Roccate.

## Accesso
Quarzina dista dal capoluogo circa 8 chilometri e a cui è collegata da due strade: una che superata le case di Aimoni, procede tra i boschi di faggio offrendo un panorama aperto sulla valle del Tanaro; l'altra che da Ponte di Nava, frazione di Ormea, conduce attraverso i boschi a Quarzina, con vista sulla vallata del Colle di Nava.